# Brahméide d'Hartig
Brahmaea europaea
Espèce
Répartition géographique
La Brahméide d’Hartig (Brahmaea europaea ou Acanthobrahmaea europaea) est une espèce de lépidoptères de la famille des Brahmaeidae.
Endémique du Sud de l'Italie, elle est la seule espèce européenne du genre Brahmaea.

## Description de l'imago
Le mâle a une envergure de 7 à 8 cm.

## Biologie
L'espèce est univoltine, et les adultes volent pendant une courte période entre fin mars et début mai.
Les plantes-hôtes larvaires dans la nature sont Fraxinus angustifolia et Phillyrea latifolia.

## Distribution et biotopes
La Brahméide d’Hartig est endémique d'une petite région du Sud de l'Italie,.
Ses habitats sont des forêts de feuillus, à des altitudes comprises entre 200 et 800 m.

## Systématique
L'espèce Brahmaea europaea a été découverte et décrite en 1963 par l'entomologiste italien Friedrich Hartig, devenant la première et seule représentante européenne du genre Brahmaea, lequel est principalement originaire d'Extrême-Orient.
Certains auteurs préfèrent placer Brahmaea europaea dans un genre distinct appelé Acanthobrahmaea Sauter, 1967, mais celui-ci tend désormais à être considéré comme un sous-genre ou un synonyme de Brahmaea,.